# Domingo Garibotto
 Domingo Garibotto  fue un actor de cine argentino de vasta trayectoria.

## Carrera
Fue un primer actor de reparto en Argentina, país donde realizó su carrera profesional como actor de soporte en las décadas de 1950 y 1960, especialmente en varias películas dirigidas por Hugo del Carril. Encarnó al padre de Adriana Benetti en Las aguas bajan turbias y se destacó en Una cita con la vida y Esta tierra es mía. 

## Filmografía
Actor
- Canuto Cañete, conscripto del siete (1963)
- La calesita  (1963)
- El secreto de Mónica   (1962)
- La cumparsita  (1961)
- Canción de arrabal (1961)
- Esta tierra es mía (1961)
- Luna Park (1960) …Vendedor de tienda
- La procesión (1959)
- Plaza Huincul (Pozo uno) (1960)
- De los Apeninos a los Andes (1959)
- He nacido en Buenos Aires (1959)
- El dinero de Dios (1959)
- Angustias de un secreto (1959)…Pancho
- Zafra (1959)
- Detrás de un largo muro (1958)…Viejo en bomba de agua
- Una cita con la vida (1958)
- El hombre que hizo el milagro  (1958)
- Una viuda difícil (1957)
- El hombre señalado (1957)
- Edad difícil (1956)
- El último perro (1956)
- Historia de una soga (1956)…Vendedor de pájaros
- Pecadora (1956) …Sereno
- La muerte flota en el río (1956) …Hombre en el muelle
- Después del silencio (1956) …Detenido
- La Quintrala, doña Catalina de los Ríos y Lisperguer (1955) …Hombre en carreta
- Guacho o El castigo de los mares del sur  (1954)
- Las aguas bajan turbias o El infierno verde (1952) …Padre de Amelia
- La muerte está mintiendo (1950) …Hombre en estación de servicio
- Con el sudor de tu frente (1950)
- Historia del 900 (1949)